# Зуев, Николай Николаевич (Герой Советского Союза)
Николай Николаевич Зуев (1910—1990) — младший лейтенант Рабоче-крестьянской Красной Армии, участник Великой Отечественной войны, Герой Советского Союза (1943).

## Биография
Николай Зуев родился 27 ноября 1910 года в селе Савково (ныне — Меленковский район Владимирской области). После окончания четырёх классов школы работал трактористом, затем председателем сельского совета. В 1932—1935 годах проходил службу в Рабоче-крестьянской Красной Армии. В 1939 году Зуев повторно был призван в армию. Участвовал в советско-финской войне. В 1940 году Зуев окончил курсы усовершенствования командного состава. С июня 1941 года — на фронтах Великой Отечественной войны. К сентябрю 1943 года гвардии младший лейтенант Николай Зуев командовал пулемётным взводом 1-го стрелкового батальона 524-го стрелкового полка 112-й стрелковой дивизии 60-й армии Центрального фронта. Отличился во время битвы за Днепр.
26 сентября 1943 года взвод Зуева одним из первых в своём полку переправился через Днепр в районе села Ясногородка Вышгородского района Киевской области Украинской ССР и принял активное участие в захвате и удержании плацдарма на его западном берегу, успешно обороняясь до подхода основных сил.
Указом Президиума Верховного Совета СССР от 17 октября 1943 года гвардии младший лейтенант Николай Зуев был удостоен высокого звания Героя Советского Союза с вручением ордена Ленина и медали «Золотая Звезда».
После окончания войны Зуев был уволен в запас. Вернулся на родину. Проживал в городе Меленки Владимирской области, умер 21 января 1990 года.
Был также награждён орденами Отечественной войны 1-й степени и Красной Звезды, рядом медалей.